# Mimetus aktius
Espèce
Mimetus aktius est une espèce d'araignées aranéomorphes de la famille des Mimetidae.

## Distribution
Cette espèce est endémique d'Utah aux États-Unis.

## Description
Le mâle holotype mesure 4,2 mm et la femelle paratype 5,6 mm

## Publications originales
- Chamberlin & Ivie, 1935 : Miscellaneous new American spiders. Bulletin of the University of Utah, vol. 26, no 4, p. 1-79 (texte intégral).